# Елизаветовка (Киевская область)
Елизаветовка (укр. Єлизаветівка) — село, входит в Фастовский район Киевской области Украины.
Население по переписи 2001 года составляло 88 человек. Почтовый индекс — 08554. Телефонный код — . Занимает площадь 0,61 км².

## История
В 1946 г. указом ПВС УССР хутор Лизабека переименован в Елизаветовку

## Местный совет
08553, Київська обл., Фастівський р-н, с. Пилипівка, вул. Леніна,60а. т. 45-1-40. (укр.)